# 第三代杵屋五三郎
第三代杵屋五三郎（日语：／ Sandaime Kineya Gosaburou，1918年12月11日—2013年2月2日），本名増田元弘（日语：／ Masuda Tikahiro），日本長唄三味线师，杵五派家元。他致力于古典乐曲的演奏和传承，包括秘曲、难曲与大曲等。